# Joseph Le Doüarain de Lémo
Jacques Marie Joseph Le Doüarain de Lémo est un aristocrate, militaire et homme politique breton, né au château de Lémo à Augan, le 3 décembre 1773, et décédé au même endroit le 27 janvier 1834.

## Famille et origines[2]
Tantôt désigné par son premier prénom, Jacques et tantôt par le troisième, Joseph Le Doüarain, était le fils ainé du chevalier, Jean Marie Le Doüarain de Lémo et de Marie Marguerite Perinne Nicole Beaugeard. Par son père, il descendait d'une famille d'écuyers bretons, anoblie par lettre patente le 13 novembre 1668, comptant parmi ses membres  François Le Doüaren, un professeur de droit très renommé au XVIe siècle ; par sa mère, il appartenait à une famille d'armateurs et de commerçants malouins. Son oncle maternel, Nicolas Beaugeard, conseiller d'État sous l'Ancien Régime et ancien secrétaire des commandements de la reine Marie-Antoinette, fut un des capitaines militaires de la Chouannerie.
Joseph Le Doüarain épousera Sophie Marie Victoire Desgrées du Loû le 8 octobre 1798 à Vannes. Se présentant à l'état-civil comme cultivateur à Augan, il était en réalité engagé dans l'Armée catholique et royale du Morbihan et vivait clandestinement sur les rives du Golfe. Son épouse perdit la vie le 20 novembre 1799 en accouchant d'une fille. Aglaée Marie Auguste, unique enfant du couple sera éduquée par son père à Augan au château de Lémo, dont il était propriétaire comme du château de la Touraille. Mariée avec Charlemagne Mouësan de la Villirouët, Aglaée Le Douärain donnera naissance à Paul Mouësan de la Villirouët en 1829. Comme son grand-père, ce dernier sera maire de la commune d'Augan de 1871 à 1900.
La biographie de Joseph Le Doüarain est tirée des écrits de son descendant, le Marquis de Bellevüe, qui a publié plusieurs ouvrages consacrés aux familles lui étant apparentées.

## Carrière militaire et politique
Ancien page du roi Louis XVI, comme son père l'avait été de Louis XV, Joseph Le Doüarain de Lémo eut une carrière militaire, d'abord aux côtés de Georges Cadoudal en tant que chef de bataillon de l'Armée catholique et royale de Bretagne. Surtout engagé sous le Consulat et le Premier Empire, il prit part à l'insurrection contre-révolutionnaire dès la première chouannerie (1794-1795) dans le pays de Brocéliande, sous le pseudonyme de « Joson de Lémo », surnom que ses proches continueront de lui donner par la suite. Il commandera la légion de Ploërmel et Malestroit après César du Bouays. Hostile au retour de Napoléon, il participa à la petite chouannerie et combattit les bonapartistes à la tête du bataillon de Ploërmel à la bataille de Pen Mur à Muzillac, le 10 juin 1815.
À la Restauration, il fut promut au grade de lieutenant-colonel de l'armée régulière et fut élevé à la distinction de chevalier dans l'ordre de Saint-Louis, après avoir été titré comte de Lémo, par le roi LouisXVIII.
Joseph Le Doüarain a été nommé maire de la commune d'Augan sous la Restauration. Il occupera cette fonction de 1818 à 1828 et la remplira depuis sa résidence du château de Lémo, faisant office de siège de l'autorité municipale jusqu'à la création de la mairie-école par son petit-fils. Il est a l'origine de l'établissement du premier plan cadastral de la commune d'Augan. Monarchiste, fidèle à la maison de Bourbon, il fut aussi nommé conseiller général du Morbihan pour le canton de Guer. Attaché à Charles X, il abandonna toutes ses fonctions politiques à l'avènement du roi Louis-Philippe dont il contestait vivement la légitimité.

## Passionné d'histoire et d'archéologie
Érudit, passionné d'archéologie, d'histoire et de l'Antiquité celtique, il réalisa l'inventaire des mégalithes d'Augan et des alentours en compagnie du chanoine Joseph Mahé, président fondateur de la Société Polymathique du Morbihan et ancien précepteur de son épouse, Aglaée Desgrées du Loû, à Vannes. Prêtre réfractaire, Mahé vécut quelques quelque temps au château de Lémo. La relation qui fut faite de cet exercice commun dans un ouvrage de l'abbé Mahé paru en 1825, donna lieu à une vive controverse épistolaire entre les deux hommes, Le Doüarain reprochant à l'auteur ses approximations et son manque de rigueur historique.

## Fin de vie
Jacques Marie Joseph Le Doüarain est mort le 27 janvier 1834 au château de Lémo à l'âge de 61 ans. Son gendre, Charlemagne Moüesan, héritera de ses vastes propriétés.

## Blason

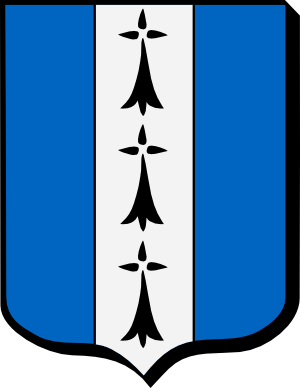
Armoiries de la famille Le Doüarain

«D’azur à un pal d’argeant, chargé de troys ermines de sable »

## Sources et références
1. ↑  « Archives départementales du Morbihan, Etat civil de la commune d'Augan : Acte de décès de Joseph Marie Le Doüarain », sur Archives départementales du Morbihan (consulté le 18 mai 2020), p. 370
2. ↑  René Kerviler, Répertoire général de bio-bibliographie bretonne. Livre premier, Les bretons. 12,DEM-DUL, 1886-1908 (lire en ligne), P. 278 - Douarain, Douaren, Douarin, Le Douarain
3. ↑  Xavier de Bellevue, Généalogie de la famille Desgrées du Loû, 1903, 56 p. (lire en ligne), Famille Le Doüarain
4. ↑  Comte de Rosmorduc, Minute originale - Archives du parlement de Bretagne, à Rennes, La noblesse de Bretagne devant la Chambre de la Réformation 1668-1671, 1896 (lire en ligne), tome II, p. 175-181.
5. ↑  Association bretonne, « Comptes-rendus, procès-verbaux et mémoires : François Le Doüaren », sur Gallica, 1912 (consulté le 12 juin 2020), p. 3-10
6. ↑  Xavier de Bellevue, Un Héros malouin : Nicolas Beaugeard, épisode de la Révolution, Rennes, F. Simon, 1904 (lire en ligne), Jacques Marie Joseph Le Doüarain - P30-31
7. 1 2  texte, « Bulletin de la Société polymathique du Morbihan : L'abbé Mahé, détenu », sur Gallica, 1892 (consulté le 21 juin 2020), P 29-30
8. ↑  « Etat civil de la Ville de Vannes, registre des mariages : Acte de mariage de Jacques Marie Joseph Le Doüarain et Aglaée Marie Victoire Desgrées », sur Archives départementales du Morbihan, 1898-1899 (consulté le 12 juin 2020), P.7
9. 1 2  Xavier Bellevue, Généalogie de la famille Desgrées du Loû : Aglaée Sophie Marie Victoire Desgrées du Loû, 1903, 66-67 p. (lire en ligne), Jacques Marie Joseph Le Doüarain
10. ↑  (en) « Jacques Marie Joseph Le DOÜARAIN de LEMO », sur Geneanet (consulté le 12 juin 2020)
11. ↑  la date du décès diffère selon les sources (1799, 1800 ou 1801)
12. ↑  (en) « Arbre généalogique d'Aglaée Marie Auguste Le DOÜARAIN de LEMO », sur Geneanet (consulté le 12 juin 2020)
13. ↑  Xavier Fournier de Bellevüe, « Bibliographie du Marquis de Bellevüe à la bibliothèque des Champs Libres à Rennes », sur opac.si.leschampslibres.fr (consulté le 16 juin 2020)
14. ↑  « Le comte Desgrées du Loû, président de la noblesse aux Etats de Bretagne de 1768 et 1772 » : « Jacques Marie Joseph Le Doüarain [...]] reçu page du Roi en 1789 »
15. ↑  Émile Sageret, Le Morbihan et la chouannerie morbihannaise sous le Consulat., vol. Tome 2, Fascicule 2 (1801), 1910-1918, 13 p. (lire en ligne)
16. ↑  Aglaée Beaugeard,, « Un Héros Malouin, Nicoals Beaugeard : Lettre à Thérèse de la Voltais », 5 janvier 1816 : « Que mon cousin Joson (Joseph Le Douarain).. »
17. ↑  Roger Grand, La chouannerie de 1815 : les Cent-jours dans l'Ouest : 3 portraits hors-texte, (Perrin) réédition numérique FeniXX, 1er janvier 1943, 333 p. (ISBN 978-2-262-09201-6, lire en ligne)
18. ↑  Jean-François Chiappe, Georges Cadoudal ou La liberté, Librairie académique Perrin, 1970, 169 p. (lire en ligne)
19. ↑  La petite chouannerie : ou, Histoire d'un collège breton sous l'Empire, Moxon, 1842, 542 p. (lire en ligne)
20. ↑  Le combat de trente Bretons contre trente Anglois : Inauguration du monument d'hommage au combat des 30, Mi-voie, 1827 (lire en ligne), P. 91
« En présence de Joseph Le Doüarain, conseiller général du Morbihan, chevalier de Saint-Louis »
21. ↑  Victoire de Lambilly Mouësan de La Villirouët, Une femme avocat, épisodes de la Révolution à Lamballe et à Paris : mémoires de la comtesse de La Villirouët, née de Lambilly (1767-1813) : comte de Bellevüe, 1902 (lire en ligne)
22. ↑  « L'allée couverte de la Villemarquée », sur Encyclopédie de Brocéliande
23. ↑  Joseph Mahé, Essai sur les antiquités du département du Morbihan : Arrondissement de Ploërmel - Augan, 1825, 152-153 p. (lire en ligne)
24. ↑  Le Doüarain, maire d'Augan, « Bulletin de la Société polymathique du Morbihan : Lettre à l'abbé Mahé (18/02/1826) », sur Gallica, 1891 (consulté le 14 juin 2020), p. 63-68
25. ↑  1834 selon le registre d'état civil de la commune d'Augan. 1832 selon d'autres sources.